# Centro do Guilherme
Centro do Guilherme är en kommun i Brasilien.   Den ligger i delstaten Maranhão, i den nordöstra delen av landet, 1 500 km norr om huvudstaden Brasília. Antalet invånare är 12 517.
Omgivningarna runt Centro do Guilherme är huvudsakligen savann. Runt Centro do Guilherme är det mycket glesbefolkat, med 6 invånare per kvadratkilometer.